# Municipio de Bloom (condado de Wood)
El municipio de Bloom (en inglés: Bloom Township) es un municipio ubicado en el condado de Wood en el estado estadounidense de Ohio. En el año 2010 tenía una población de 2609 habitantes y una densidad poblacional de 28,25 personas por km².

## Geografía
El municipio de Bloom se encuentra ubicado en las coordenadas 41°12′1″N 83°35′58″O / 41.20028, -83.59944. Según la Oficina del Censo de los Estados Unidos, el municipio tiene una superficie total de 92.36 km², de la cual 92,26 km² corresponden a tierra firme y (0,11 %) 0,11 km² es agua.

## Demografía
Según el censo de 2010, había 2609 personas residiendo en el municipio de Bloom. La densidad de población era de 28,25 hab./km². De los 2609 habitantes, el municipio de Bloom estaba compuesto por el 96,86 % blancos, el 0,42 % eran afroamericanos, el 0,19 % eran amerindios, el 0,31 % eran asiáticos, el 0,57 % eran de otras razas y el 1,65 % eran de una mezcla de razas. Del total de la población el 3,49 % eran hispanos o latinos de cualquier raza.